# Stefan Gelineo
Stefan Gelineo (negdje kao "Đelineo") (Stari Grad, 1898. – 1971.) je profesor fiziologije. Međunarodno je poznat po prinosima istraživanju hipotermije.

## Životopis
Rodio se je u1989.  Starom Gradu na Hvaru. Studirao je u Leipzigu i Beču. Predavao je na beogradskom sveučilištu. Nastavljačem je rada Ivana Djaje (Jean Gjaja); pripadnik je beogradske škole fiziologije.

## Djela
- Životinjska toplota i njeno održavanje, 1934.
- Nova ispitivanja bazalnog metabolizma, 1935.
- Anpassungstemperatur und Grundumsatz, 1937.
- Spoljašnja temperatura i promet toplote u toplokrvnih organizama, 1941.
- Some interesting animals of Yugoslavia, 19??
- Postage stamps with designs from the Yugoslav animal kingdom, 1950.
- The effect of the climate of the Croatian littoral on the respiratory quotient in man, 1952.
- Koncentracija hemoglobina i intenzitet oksidiranja u riba, 1960.
- Potrošnja kisika u pacova rođenih i odraslih u različitim termičkim sredinama, 1960.
- Potrošnja kisika u crnih dalmatinskih guštera, 1963. (suautor: A. Gelineo)
- Temperaturadaptation und Sauerstoffverbrauch bei Eidechsen, 1964.[2]
- Razvitak kemijske termoregulacije u poljske voluharice Microtus arvalis Pall, 1963.

Radove je objavio u Radovima Jugoslavenske akademije znanosti i umjetnosti. Odjel za prirodne nauke.

## Vanjske poveznice
- HAZU[neaktivna poveznica] Dubravko Timet: Fiziolog Stefan Gelineo. U Hvar u prirodnim znanostima : zbornik simpozija. – Zagreb : JAZU, Razred za prirodne znanosti, 1977. – str. 275–289.